# Château de Fumel
Le château de Fumel est situé dans la commune de Fumel, dans le département français de Lot-et-Garonne, en région Nouvelle-Aquitaine.

## Histoire
Le site de Fumel permettait de contrôler le Lot et le passage entre l'Agenais, le Quercy et le Périgord. Une tour, ou donjon, appartenait à la famille de Fumel depuis le XIe siècle.
Un donjon a été construit au XIIe siècle. La famille de Fumel fait partie de l'entourage des comtes de Toulouse et sont abbés-chevaliers de l'abbaye de Moissac.
En 1259, le fief et le château étaient partagés entre huit coseigneurs appartenant aux familles de Fumel, de Montesquieu et de Durfort. Ces huit coseigneurs ont rendu hommage pour ce château à Alphonse de Poitiers.
En 1265, le texte des coutumes de Fumel distingue le castel servant d'habitation aristocratique au sommet du coteau, et la villa se trouvant sur un coteau secondaire. Une dizaine de coseigneurs sont cités, groupe de milites dominé par la famille de Fumel, qui possède la tour maîtresse.
Le fief a aussi relevé de l'évêque d'Agen.
La cité de Fumel était fortifiée et entourée de fossés, avec deux portes et une poterne. Le château médiéval était construit suivant un plan carré, avec six tours, quatre rondes et deux carrées. Cependant cet ensemble fortifié a été pris cinq fois au moins pendant la Guerre de Cent Ans.
Au sortir de la guerre de Cent Ans, Louis XI autorise Bernard de Fumel à fortifier la ville et le château. Bernard construit le logis à l'est du donjon.
Le château, siège de la baronnie de Fumel, était au Moyen Âge la propriété de la famille de Fumel.
Le château médiéval a disparu sous un nouveau  construit au XVIe siècle.

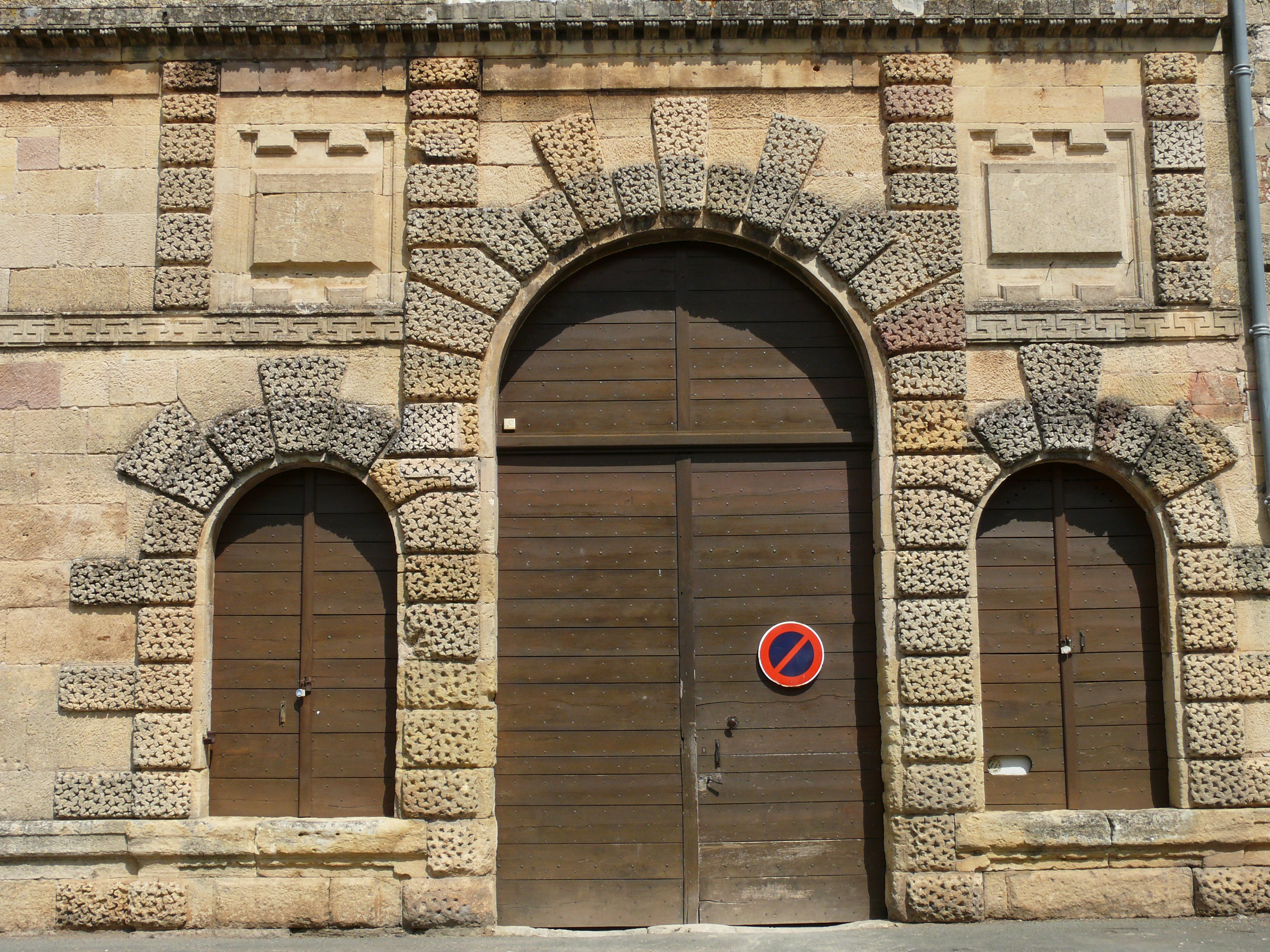
Grand portail du château donnant accès à l'aile centrale.

Gilles Séraphin affirme que le château actuel, qu'on datait du XVIIe siècle, a été construit au XVIe par François Ier de Fumel, baron de Fumel entre 1551 et 1561. Marié à Gabrielle de Verdun (de la famille qui eut une co-seigneurie à Gontaud). François de Fumel appartenait à l'entourage de Catherine de Médicis et de Charles IX.
Appartenant au clan catholique, il va participer à la répression des protestants en Agenais après les émeutes de Cahors, en 1561. Il est tué au cours d'une attaque par les protestants des bourgs voisins, qui prennent d'assaut le château, le 23 novembre 1561.
Le projet initial consistait à construire un château avec des logis disposés suivant un plan en H avec deux cours en terrasse. Chacune des ailes devait se terminer par un pavillon rectangulaire. L'aile centrale du château devait être la barre du H. Certaines dispositions du pavillon nord-est et des détails de bossages vermiculés peuvent être rapprochées de ceux du château de Lanquais, mais aussi du pavillon d'angle du château de Vallery construit par Pierre Lescot. On peut retrouver des éléments du donjon du XIIe siècle et du logis du XVe siècle dans les structures de l'aile centrale.
Cependant, à la suite de la mort du baron de Fumel, ce projet n'a pas été achevé. Seulement quatre des pavillons prévus ont été édifiés. L'aile sud-est se termine sur le pavillon sud. Initialement, elle avait un étage supplémentaire mais qui a été arasé pour la mettre au niveau de la terrasse. L'aile sud-ouest n'a pas été réalisée.
Catherine de Médicis et Charles IX demandent à Burie (en), lieutenant général en Guyenne, et à Blaise de Monluc, lieutenant en Haute-Guyenne, de châtier les coupables. Ce qui est fait en mars 1562 par la prise de la ville, qui perd ses privilèges et par l'exécution des révoltés dont 44 subissent le supplice de la roue.

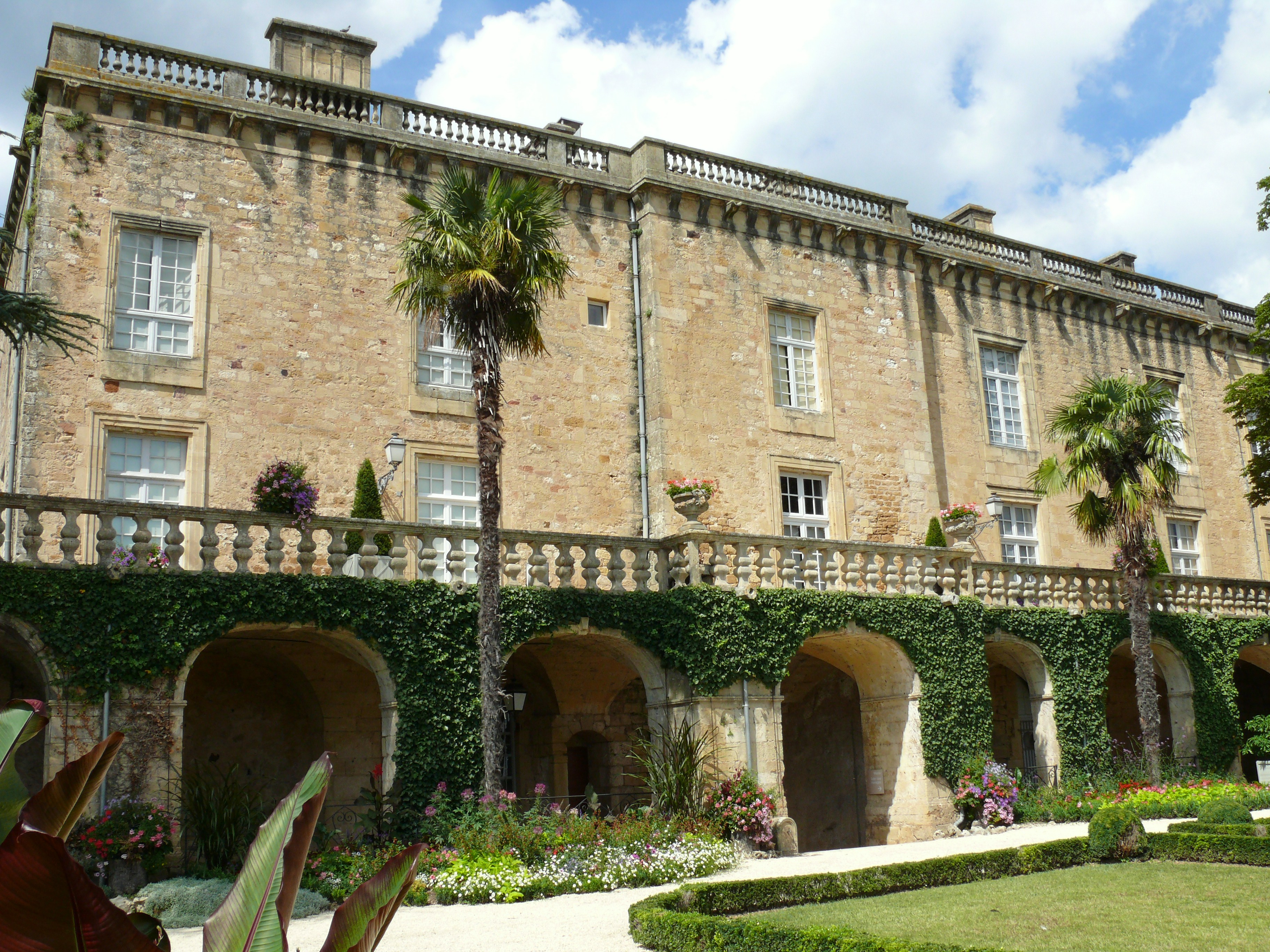
La façade côté jardin de l'aile centrale

Son successeur, François II de Fumel, fut marié en 1578 à Jeanne de Caumont-Lauzun. Il a été capitaine des gardes de la porte du roi. Il a été tué à Coutras en 1587. Ayant peu séjourné en Agenais, il est peu probable qu'il ait avancé la construction du château.
Charles de Fumel a obtenu du roi Henri IV l'érection de  la baronnie en vicomté.
François-Joseph de Fumel (vers 1655-1688) remanie le château dans la seconde moitié du XVIIe siècle. La façade de l'aile centrale côté cour d'honneur ou jardin a été recomposée au XVIIe et XVIIIe siècles. Le rez-de-chaussée est masqué par les voûtes et les arcades d'un portique du XVIIe siècle.
Jean-Georges de Fumel (1721-1788) a sollicité l'architecte Jean-Baptiste Chaussard pour des conseils sur le changement de la distribution et l'augmentation du château, et faire à neuf un jardin à partir de 1763. Un bail à besogne concerne des travaux à faire sur l'élévation du pavillon nord et la construction d'un nouvel appartement dans l'aile est 1771-1772.
Le château devient la propriété de la famille Langsdorff après le décès de Laure de Fumel en 1813, mariée à Frédéric Guillaume de Langsdorff (1771-1829) le 9 novembre 1801.
La famille Langsdorff a fait réaménager le château par l'architecte Léopold Payen. Le couronnement de la façade antérieure par une balustrade a été réalisé en 1882. Léopold Payen restaure le portail de la basse cour vers 1900.
Le château est acheté par la municipalité de Fumel en 1951. Depuis les années 1960 le château de Fumel abrite la mairie.
Le château a été inscrit au titre des monuments historiques le 16 février 1951,,.

## Architecture
Le château de Fumel a été construit au XIVe siècle et comporte un donjon sur une terrasse.
Des travaux ont eu lieu au XVIIe siècle sur le bâtiment sud et l'aile ouest.
Il est entouré de jardins et de terrasses qui surplombent le Lot et qui offrent une vue panoramique de la vallée.

## Le théâtre de la nature
De nombreuses pièces de théâtre y ont été jouées dans le cadre du Festival de Bonaguil, avec, entre autres, Francis Huster, Michel Galabru, ou Francis Weber.

## Galerie

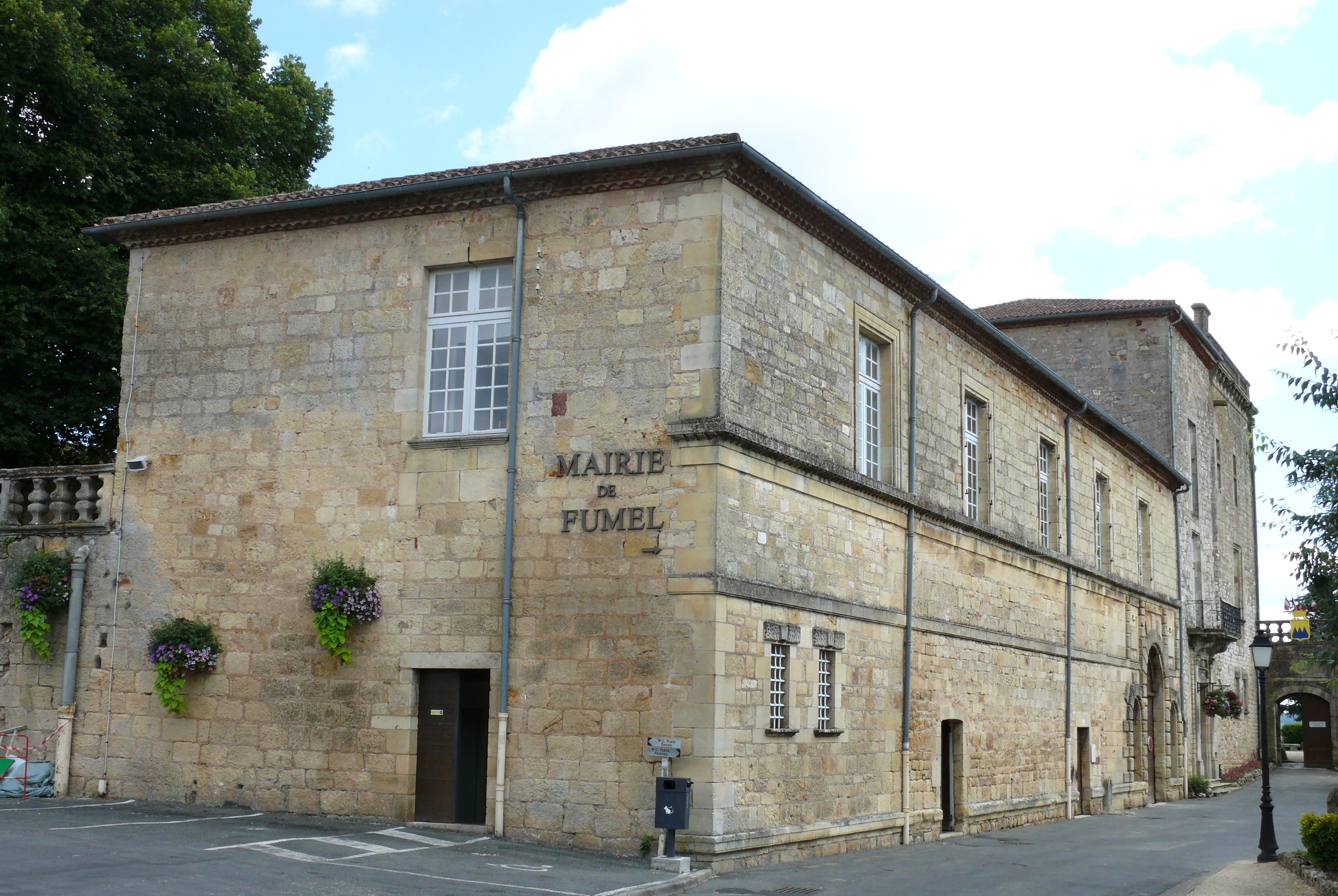
Aile nord-ouest du château.
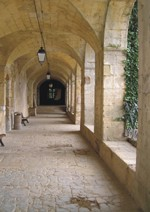
Voûtes du château contre la façade de l'aile centrale du château côté jardin.
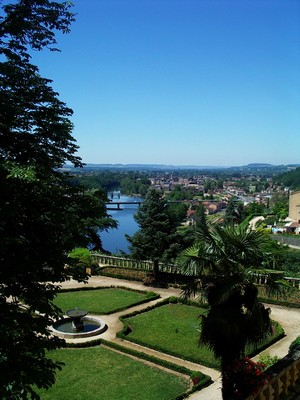
Jardins du château avec vue sur le Lot.C